# Mesoligia reisseri
Mesoligia reisseri là một loài bướm đêm trong họ Noctuidae.